# Queen + Paul Rodgers
Queen + Paul Rodgers – brytyjska formacja powstała w 2004 roku z połączenia sił członków zespołu Queen z wokalistą Paulem Rodgersem. Zespół zakończył działalność w 2009 roku.

## Dyskografia

### Albumy studyjne
| Tytuł            | Dane dot. albumu                        | Pozycja na liście | Pozycja na liście | Pozycja na liście | Pozycja na liście | Pozycja na liście | Pozycja na liście | Pozycja na liście | Sprzedaż        |
| Tytuł            | Dane dot. albumu                        | USA               | UK                | JPN               | SWE               | FRA               | AUS               | AUT               | Sprzedaż        |
| ---------------- | --------------------------------------- | ----------------- | ----------------- | ----------------- | ----------------- | ----------------- | ----------------- | ----------------- | --------------- |
| The Cosmos Rocks | - Data: 15 września 2008 - Wydawca: EMI | 47                | 5                 | 40                | 24                | 28                | 49                | 11                | - USA: 41 tys.+ |

### Albumy koncertowe
| Return of the Champions    | - Data: 19 września 2005 - Wydawca: EMI       | 84 | 12 | 13 | 80  | 19 | 13 | - USA: 66 tys.+ - POL: 20 tys.+ | - POL: platynowa płyta |
| Live in Ukraine            | - Data: 15 czerwca 2009 - Wydawca: Parlophone | –  | –  | –  | 171 | 65 | 43 | - USA: 5 tys.+                  |                        |
| „–” album nie był notowany |                                               |    |    |    |     |    |    |                                 |                        |

### Single
| „Reaching Out / Tie Your Mother Down (Live from Sheffield Arena)” | 2005 | –  | 27 | –  | –  | –                |
| „Bohemian Rhapsody (Live from Hyde Park)”                         | 2005 | –  | –  | –  | –  | –                |
| „Say It’s Not True”                                               | 2007 | 75 | 62 | 82 | 90 | The Cosmos Rocks |
| „C-lebrity”                                                       | 2008 | 96 | 50 | 67 | 33 | The Cosmos Rocks |
| „We Believe”                                                      | 2008 | –  | –  | –  | –  | The Cosmos Rocks |
| „Call Me”                                                         | 2008 | –  | –  | –  | –  | The Cosmos Rocks |
| „–” singel nie był notowany                                       |      |    |    |    |    |                  |

### Albumy wideo
| Return of the Champions    | - Data: 17 października 2005 - Wydawca: Parlophone | 31 | 3 | 2 | 2 |
| Super Live in Japan        | - Data: 28 kwietnia 2006 - Wydawca: EMI            | 64 | – | – | – |
| Live in Ukraine            | - Data: 15 czerwca 2009 - Wydawca: Parlophone      | –  | – | – | – |
| „–” album nie był notowany |                                                    |    |   |   |   |